# Museo de Manéga
El Museo de Manéga (en francés: Musée de Manéga), denominado también Museo de la Bendrología, que proviene de la palabra bendré, instrumento musical sagrado encargado de recordar los logros de las dinastías y las virtudes del pueblo mossi. El museo está ubicado en el pueblo de Manéga, el corazón del país de los mossi, a 55 km al noroeste de Uagadugú, la capital de Burkina Faso. Tiene una importante colección de máscaras, fetiches y tam-tams.

## Colecciones
Considerado uno de los museos más importantes de Burkina Faso, el museo, creado en 1997 por iniciativa del escritor, poeta, jurista y mecenas Titinga Frédéric  Pacéré con el objetivo -explica en sus entrevistas- de preservar la cultura africana y evitar que las piezas acaben en Europa. Posee 10.000 piezas: máscaras, fetiches, tubos, tarros de terracota, pulseras y elementos que fueron utilizados para rituales en el Valle del Níger, los tam-tams son instrumentos que transmiten mensajes, Pacéré habla de mensajes tamborilados a los que denomina Bendrología. En la colección del museo se encuentran una cuarentena de piezas únicas datadas desde el siglo II al siglo XI denominadas "Las flautas Boura".
El museo tiene dos espacios sagrados: el  "Cementerio de las lápidas" y la "Casa de los muertos" que permiten profundizar en la complejidad de los ritos asociados en las poblaciones Mossi.